# Notocirrhitus splendens
Notocirrhitus splendens är en fiskart som först beskrevs av Ogilby, 1889.  Notocirrhitus splendens ingår i släktet Notocirrhitus och familjen Cirrhitidae. Inga underarter finns listade i Catalogue of Life.